# Erythrina poeppigiana
Erythrina poeppigiana conocido como bucare ceibo, cámbulo, písamo, poró, cachimbo y cachingo es un árbol caducifolio de la familia Fabaceae  nativo la zona intertropical de Centroamérica, Sudamérica y Antillas Mayores. Es usado por su valor ornamental debido a su amplia floración y para dar sombra a otros cultivos.

## Descripción

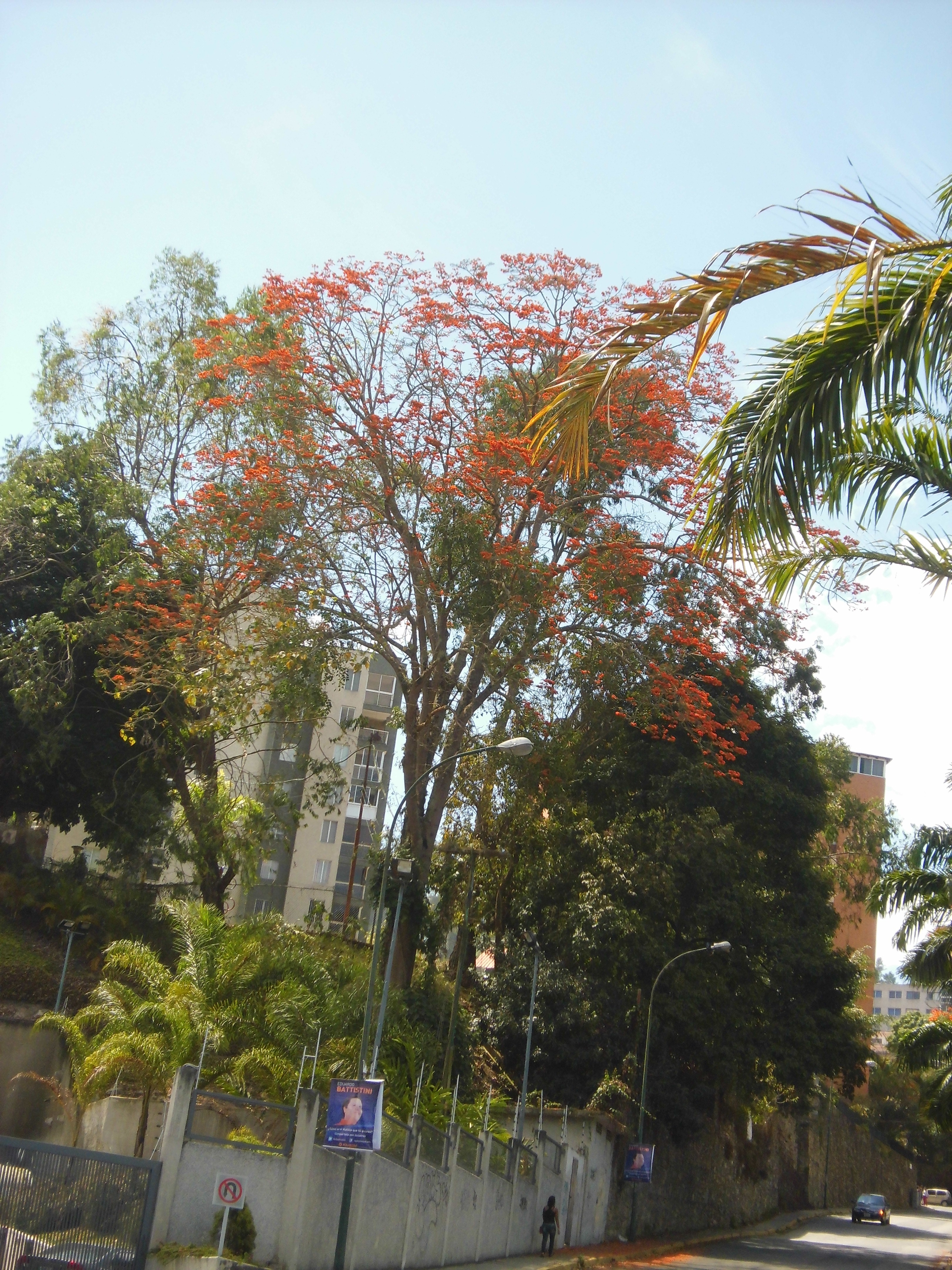
Erythrina poeppigiana en periodo de floración

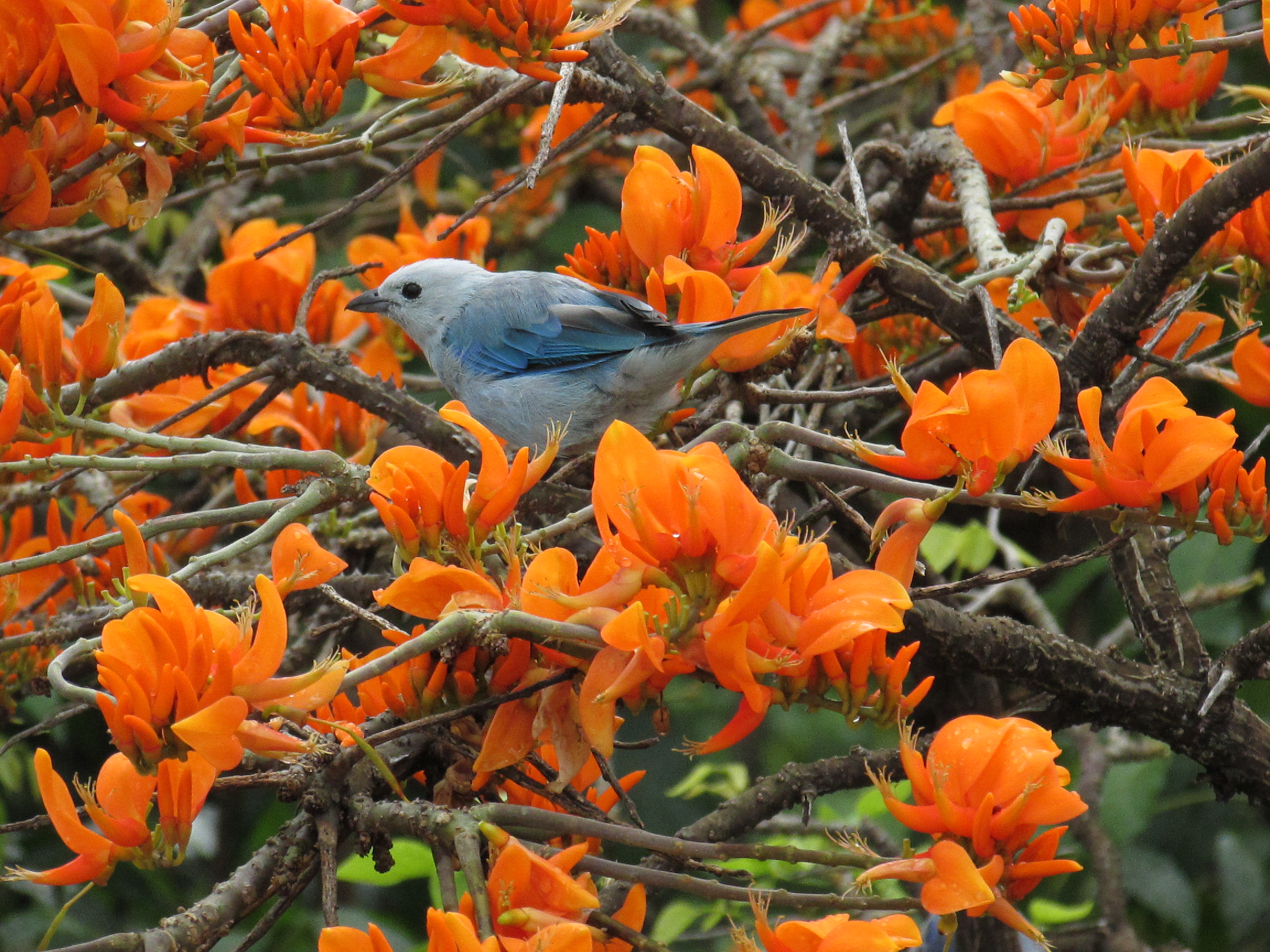
Azulejo entre las flores de un Bucare

Árbol de 10 hasta 30 m de alto o más. Tronco erecto, cilíndrico; se ramifica más arriba de la mitad de su altura; puede llegar a medir hasta un metro de diámetro en la base. La corteza es de color pardo verdoso o marrón, algo lisa y ligeramente acanalada, con verrugas y a veces con espinas gruesas. La corteza interior es gruesa, relativamente espesa ya que llega a medir hasta 2 cm de espesor, de color blancuzco y de sabor amargo. Las ramitas tiernas son verdosas y están cubiertas de pelos. Con el tiempo toman un color gris –verdoso y presentan cicatrices  de las hojas desprendidas. A menudo poseen espinas esparcidas, de alrededor 1,5 mm de largo.
Las hojas son compuestas, alternas, de 20 cm a 30 cm de largo, incluyendo los pecíolos que son finamente vellosos, de color verde-claro y de 6 a 20 centímetros de largo. La hoja está compuesta  de tres foliolos, anchamente aovados, obtusos o ligeramente agudos en el ápice y anchamente  redondeados en la base; miden de 6 a 18 cm de largo por 5 cm a 15 cm de ancho, a veces mayores. Peciolos de 6 mm a 15 mm de largo, con dos  glándulas verdes en la base del foliolo terminal y de los dos foliolos laterales. Las hojas suelen aparecer en las ramas tiernas  y se desprenden en el periodo de sequía tropical, de enero a mayo; brotan nuevas después de la floración.
Las flores se agrupan en inflorescencias de 10 a 20 cm de largo, con gran cantidad de botones florales que se van abriendo progresivamente. A medida que se abren  hacia el ápice de la inflorescencia las flores se van desprendiendo y producen una verdadera alfombra debajo del árbol. Las flores están en posición vertical sobre las ramificaciones  horizontales de las inflorescencias; tienen forma amariposada. 
El cáliz tiene forma de copa, de 5 mm a 10 mm de largo por 5 mm a 8 mm de ancho en su parte superior, cubierto por vellosidades, de color rojizo en la parte superior y verdoso en la inferior. Corola compuesta de 5 pétalos color rojo-anaranjado; el superior, llamado estandarte, mide de 3 cm a 6 cm de lago por unos 2 cm de ancho; los dos laterales, o alas, miden de 7 mm a 14 mm de largo y los dos ingeriores, que están unidos y forman la quilla,  miden de 3 cm a 5 cm de largo. Estambres: 10 en total, 9 de ellos unidos en un tubo  de color amarillo claro y uno separado. Estilo y estigma verdosos  de unos 4 cm de largo.

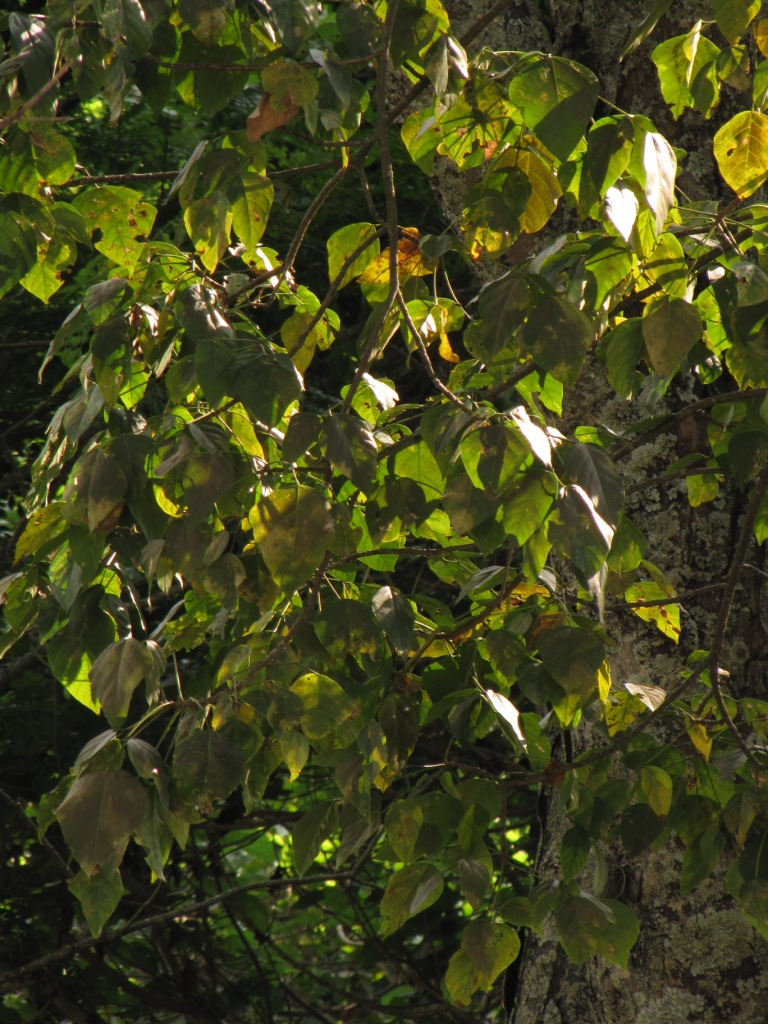
Hojas

El color de las flores es bastante variado, desde anaranjado-pélido hasta rojo escarlata. Generalmente los Bucares que crecen en las zonas más altas  presentan una coloración roja más intensa. Es durante la época de sequía, de enero a mayo, cuando se cubren de flores rojas antes de la aparición de las hojas.

El fruto es una vaina o legumbre derecha, de color marrón oscuro, de 12 cm a 25 cm de largo por 1 cm de ancho, con un apéndice en el ápice  y un tallo delgado en la base. En su interior contiene semillas de color marrón en forma de riñón, de 1 a 2 cm de largo. Sin embargo, el fruto es tóxico para el ganado, lo que restringe su uso.

Erythrina poeppigiana - MHNT

Presenta crecimiento rápido pero necesita de lugares frescos, húmedos y de tierra fértil. Su vida es de mediana a larga, es polinizada por insectos y aves, florece de diciembre a marzo, fructifica entre febrero y marzo y se propaga por semillas y estacas. Algunas de las principales plagas que sufre son por Rhizoctonia, Pythium, esclerotinia y otros hongos causantes del mal del talluelo.

## Distribución y hábitat
Es originario de América tropical, desde Guatemala hasta Bolivia, Brasil y Venezuela. Se considera nativo del norte de Sudamérica probablemente de las zonas comprendidas entre Panamá hasta el Ecuador y Brasil, en el siglo XIX, desde estas regiones se ha extendido a las Antillas Mayores: Guadalupe, Martinica, Trinidad y Tobago, es la especie más extendida del género y se da en tres continentes.
Es una especie pionera que se ubicada en las zonas cálidas y templadas de ambientes secos y húmedos, se encuentra en los márgenes exteriores de los pantanos así como también en tierras bajas tropicales húmedas y subhúmedas, como los bosques ribereños y de tierras altas del Amazonas y las cuencas del Orinoco. Se desarrolla en altitudes entre los 0 y 2000 metros, temperaturas entre 16 y 24 °C y precipitaciones de 1.200 a 3.000 mm. Resiste suelos de un nivel freático elevado y soporta inundaciones, prefiere suelos de textura arcillosa a franca, pH de 4,5 hasta alcalinos y de fertilidad media.

### Venezuela
En Venezuela está ampliamente distribuido desde 400 m s. n. m. hasta los 2100 m s. n. m. en los Andes del Estado Mérida, siendo el árbol emblemático del estado. Es precisamente en las partes altas de las cordillera de la Costa y Andina donde existe en mayor abundancia y donde sus flores toman una coloración más intensa.

Es un árbol caducifolio en la época de floración, la cual suele ser en el periodo de sequía (verano tropical) de enero a mayo, donde se cuaja de flores rojas o escarlatas. Siendo el bucare un árbol de gran tamaño y altura, presenta una floración dividida en dos períodos: en Venezuela, por ejemplo, la parte meridional del árbol florece de febrero a abril y la parte septentrional entre abril y mayo, debido a la insolación y a que el propio árbol limita dicha insolación en el lado opuesto al indicado. La imagen de los árboles en el Parque del Ávila sólo tienen flores en la parte septentrional porque es la parte expuesta a los rayos solares al final de la época de floración a comienzos del mes de junio.

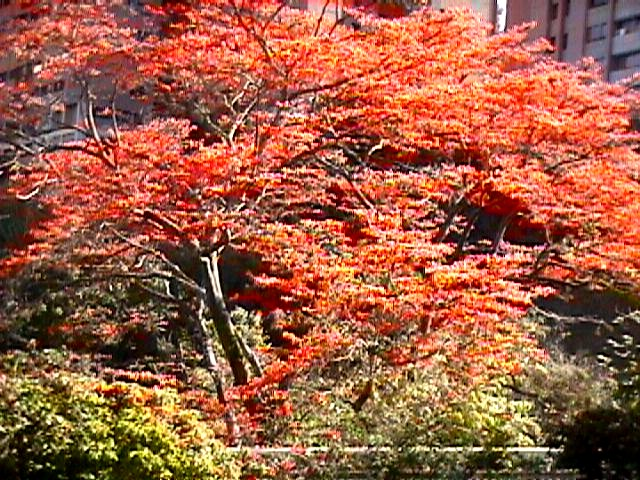
Vista del árbol

### Colombia
Es la flor emblema del municipio colombiano de Ocaña.

## Ecología
Atraídos por el colorido y el néctar de sus flores acuden muchos insectos los cuales, a su vez, son el cebo de cantidad y diversidad de aves insectívoras. Otra característica que presentan estos árboles cuando crecen en partes altas es la gran cantidad de plantas epífitas que cuelgan de sus ramas. Llaman la atención particularmente las llamadas “Barbas de Palo" (Tillandsia usneoides) que forman una especie de cortina gris-plateada. A veces estas bromelias llegan a cubrir completamente al árbol.
La planta desarrolla abundantes nódulos con bacterias fijadoras de nitrógeno del género Bradyrhizobium, y aumentan la materia orgánica del suelo al producir grandes cantidades de biomasa.

## Taxonomía
Erythrina poeppigiana fue descrita por (Walp.) O.F.Cook y publicado en U.S. Department of Agriculture. Division of Botany. Bulletin 25: 57. 1901. Desde el punto de vista taxonómico el bucare es una Fabaceae, como tal, se caracteriza por sus frutos en legumbre. Pertenece a la subfamilia Papilionidae, que es caracterizada por sus flores en forma amariposada (papillón), con 5 pétalos, denominados: estandarte (1), alas (2) y quilla (2). Pertenece al género Erythrina  (del griego erythros, rojo, que hace alusión al color rojo de la mayoría de los bucares.

### Etimología
Erythrina: nombre genérico que proviene del griego ερυθρóς (erythros) = "rojo", en referencia al color rojo intenso de las flores de algunas especies representativas.
poeppigiana: epíteto otorgado en honor del botánico Eduard Friedrich Poeppig (1798-1868)
Sinonimia
- Erythrina amasisa Spruce
- Erythrina darienensis Standl.
- Erythrina micropteryx Poepp. ex Urb.
- Erythrina pisamo Pos.-Arang.
- Micropteryx poeppigiana Walp.[8]

## Relación con el ser humano
La planta es usada como ornamental, forrajera y para el sombrío del café y cacao, también es utilizada en la generación de abono verde y cobertura vegetal por el valor de la especie para conservar y mejorar la tierra. No hay amplia evidencia médica sobre sus usos medicinales, sin embargo de forma tradicional se usa la corteza para realizar una pasta que se aplica sobre lesiones y torceduras.Su madera no tiene gran valor comercial y se utiliza ocasionalmente para postes, leña y a veces para cajas.
En algunos lugares las flores son consumidas en sopas o ensaladas, y con las semillas, la corteza y las raíces se prepararan insecticidas y un producto venenoso que aturde a los peces para capturarlos fácilmente. La madera es blancuzca, blanda y muy fibrosa, con nervios rectos y amarillentos, de usos muy limitados, a veces se emplea como madera de cajonería para envases de productos industriales. Se pudre fácilmente, aunque se tiene conocimiento de que de los troncos grandes los indios hacían canoas.

### Toxicidad

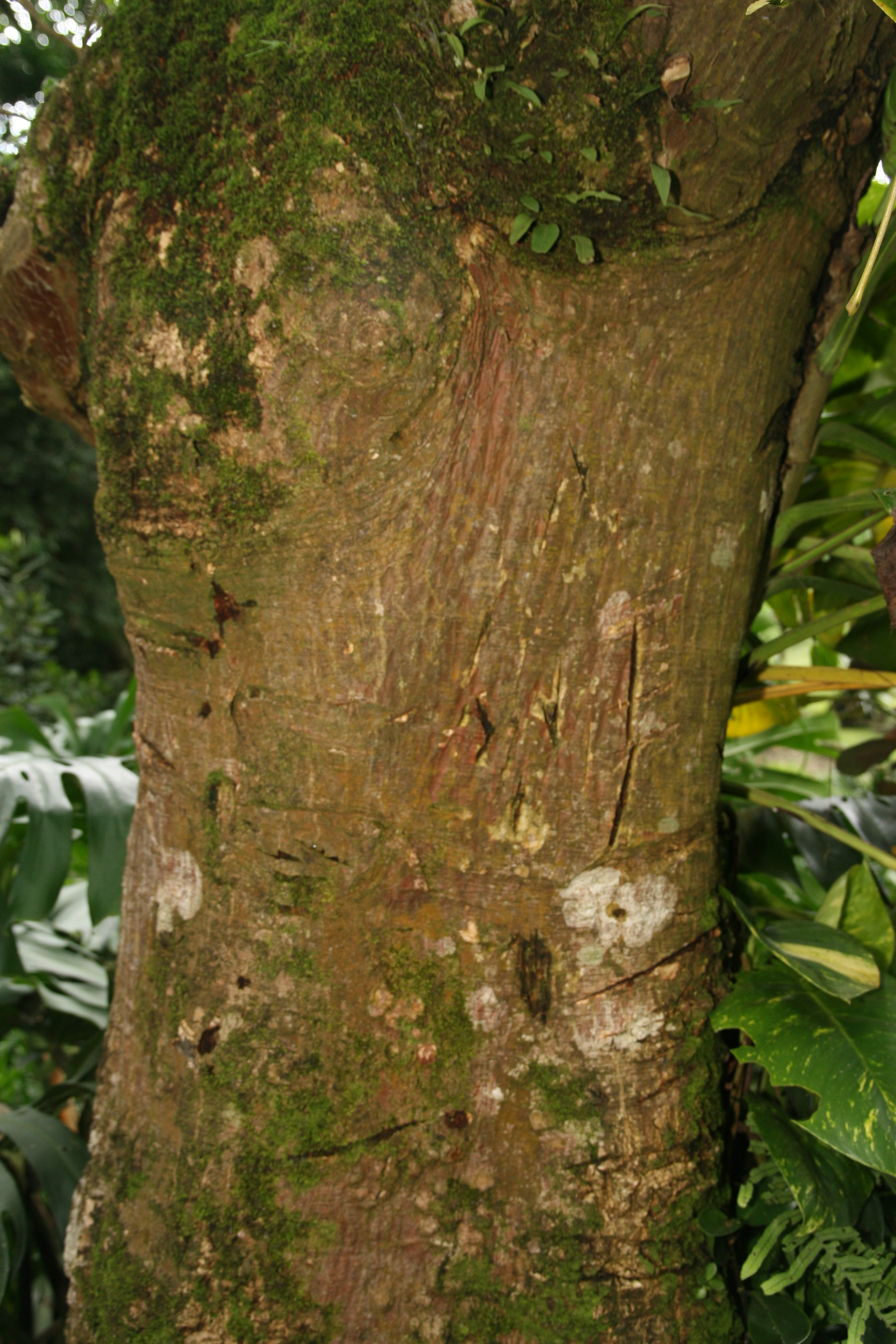
Tronco

Las partes aéreas de las especies del género Erythrina pueden contener alcaloides, tales como la eritralina y la erisodina, cuya ingestión puede suponer un riesgo para la salud. El fruto es tóxico para el ganado.

### Nombre común
En español los nombres más comunes son Anaco, búcaro, cachingo, cámbulo, gallito, poró, poró gigante, poró de sombra, písamo, pito. En Argentina ceibo brasilero. En Bolivia saibo seibo, cosorio, gallito, gallito cosorió. En Brasil mulungú. En Colombia barbatuco, cachimbo, cámbulo, písamo, pito gigante, saivo. En Costa Rica poró, poró extranjero, poró gigante. En Cuba búcare, búcare común, piñón, peñón, piñón de sombra. En República Dominicana amapola, amapola de sombra, brucal, bucare, mapola. En Ecuador bombón, shukei. En El Salvador y Guatemala pito extranjero. En Perú amasisa, oropel. En Puerto Rico brucayo, búcar, bucare, bucare gigante, palo de boya. En Venezuela búcare, cachimbo, ceibo.